# Dalby Västermark
Dalby Västermark är ett naturreservat i Lunds kommun i Skåne län.
Området är naturskyddat sedan 2002 och är 25 hektar stort. Reservatet består av åkergräs på åkermark där även en anlagd damm finns.